# Spisula elliptica
Spisula elliptica är en musselart som först beskrevs av Brown 1827.  Spisula elliptica ingår i släktet Spisula och familjen Mactridae. Arten är reproducerande i Sverige. Inga underarter finns listade i Catalogue of Life.
Höger och vänster klaff av samma exemplar:

Höger klaff
Vänster klaff